# آف (بازی ویدئویی)
آف یا خاموش (به انگلیسی: OFF) یک بازی ویدئویی فرانسوی‌زبان در سبک نقش‌آفرینی می‌باشد که توسط تیم بلژیکی آنپروداکتیو فان تایم که متشکل از مارتین جئوریس («مورتیس گوست») و آلیاس کنراد کلدوود می‌باشد در سال ۲۰۰۸ منتشر شد.